# Grabonoš
Grabonoš je naselje v Občini Sveti Jurij ob Ščavnici.